# Nechama Lipchitz
Pour les articles homonymes, voir Lipschitz.
Nechama Lipchitz (7 octobre 1927 - 21 avril 2017) est une chanteuse lituano-israélienne qui chante en hébreu et en yiddish et devenue un symbole des « Juifs du silence » en raison de son refus pendant de nombreuses années d'émigrer de l'Union soviétique. Le régime communiste soviétique est hostile à toute activité culturelle juive. Nechama Lipchitz est parmi les rares à oser s'y opposer. Ses récitals dans toute l'Union soviétique contribuent à la préservation de l'identité et de la culture juives en URSS.

## Biographie

### Jeunesse
Nechama Lipchitz est née le 7 octobre 1927 à Kaunas, en Lituanie, dans une famille juive sioniste. Son père, le Dr Yehuda-Hirsch Lipchitz (1900–1980), est médecin et activiste culturel né en Lituanie. Après des études à la yechiva du rabbin Yitzchak Yaacov Reines à Lida, elle étudie la médecine à l'Université de Kaunas.

### Seconde Guerre mondiale
Pendant la Seconde Guerre mondiale, Nechama Lipchitz fuit avec ses parents et sa sœur Zipporah vers l'est en Ouzbékistan, où son père pratique la médecine dans une petite communauté rurale.

### Après la guerre
En 1946, après la guerre, elle retourne en Lituanie devenue soviétique, où elle étudie au conservatoire de la capitale Vilnius. Elle commence en 1951 à chanter en tant que soliste de la Philharmonie de Vilnius. Elle commence très vite à interpréter des chansons en yiddish et en hébreu dans toute l'Union soviétique, et devint ainsi un symbole des « Juifs du silence » et de leur désir d'émigrer en Israël.

### Voyages
En 1959, Lifshitz est autorisée à quitter pour la première fois l'Union soviétique à l'occasion des célébrations du centenaire de la naissance de Cholem Aleikhem. Elle se produit d'abord à Paris devant une salle remplie d’un public juif extatique avant de continuer à Vienne en Autriche

### Israël
En mars 1969, Lipchitz immigre en Israël. Lors de ses premières représentations, elle interprète des chansons en yiddish et en hébreu, telles que "Jérusalem d'or", "Marche vers Césarée (Eli Eli)" et "Am Yisrael Chai" du poète Yosef Karler. Ses concerts sont enregistrés pour un album accueilli avec enthousiasme au sein de nombreuses communautés juives. Elle part en tournée aux États-Unis, en Australie, en Angleterre et en Amérique latine.

### Seconde carrière
À la suite d'une détérioration de sa santé, Nechama Lipchitz se recycle et étudie la bibliothéconomie et l'archivage à l'Université Bar-Ilan, en Israël. Elle travailla comme archiviste et plus tard directrice de la bibliothèque musicale municipale de Tel Aviv.

### Mort
Le 21 avril 2017, Nechama Lipchitz décède à l'âge de 89 ans. Une fille, Roza Gertner (Litay), deux petits-enfants et cinq arrière-petits-enfants lui survivent. Elle est enterrée au cimetière sud à Holon-Bat Yam.

## Honneurs
- Prix Itsik Manguer pour une œuvre littéraire en yiddish, en 1978[9]
- Citoyenne honoraire de la ville de Tel Aviv-Jaffa, en 2004.